# Joinvilleaceae
Joinvilleaceae је фамилија монокотиледоних скривеносеменица из реда Poales. Статус фамилије постоји у релативно малом броју класификационих схема монокотиледоних биљака. Обухвата 1 род са 2 врсте, које расту на Малајском полуострву и пацифичким острвима.
Припадници ове фамилије (и рода) су траволике крупне биљке, са потпуним браонкастим цветовима сакупљеним у метличасте цвасти. Основни број хромозома је x = .